# Justyn Warner
Justyn Warner (né le 28 juin 1987 à Toronto) est un athlète canadien, spécialiste des épreuves de sprint.

## Biographie
Médaillé d'argent sur 100 m lors des Championnats panaméricains juniors 2005, à Windsor (Ontario), il se classe deuxième des Championnats du monde juniors 2006, à Pékin, en 10 s 39, derrière le Britannique Harry Aikines-Aryeetey.
Auteur de 10 s 15 sur 100 m en juin 2011 à Toronto, il est sélectionné dans l'équipe du Canada pour les Championnats du monde de Daegu. Huitième et dernier de sa demi-finale du 100 m en 10 s 47, il est éliminé dès les séries du relais 4 × 100 m. En janvier 2012, à Toronto, il porte son record personnel du 60 m en salle à 6 s 59, et se classe par la suite sixième des Championnats du monde en salle d'Istanbul en 6 s 65.
Aux Jeux olympiques de Londres, Warner fait partie de l'équipe canadienne du relais 4 × 100m en compagnie de Gavin Smellie, Jared Connaughton et Oluseyi Smith. Le quatuor canadien se qualifie pour la finale et cause la surprise en terminant troisième. Les canadiens croient alors avoir mérité la médaille de bronze mais ils sont disqualifiés quelques plus tard parce que les officiels jugent que Connaughton a posé le pied sur la ligne intérieure de son couloir juste avant de remettre le témoin à Warner. La médaille de bronze est finalement attribuée à l'équipe de Trinité-et-Tobago.

## Palmarès
| Date | Compétition                        | Lieu     | Résultat | Épreuve   |
| ---- | ---------------------------------- | -------- | -------- | --------- |
| 2005 | Championnats panaméricains juniors | Windsor  | 2e       | 100 m     |
| 2006 | Championnats du monde juniors      | Pékin    | 2e       | 100 m     |
| 2012 | Championnats du monde en salle     | Istanbul | 7e       | 60 m      |
| 2013 | Championnats du monde              | Moscou   | 3e       | 4 × 100 m |
| 2014 | Relais mondiaux de l'IAAF          | Nassau   | 6e       | 4 × 100 m |
| 2015 | Championnats du monde              | Pékin    | 3e       | 4 x 100 m |

### Records
| Épreuve | Performance | Lieu    | Date            |
| ------- | ----------- | ------- | --------------- |
| 60 m    | 6 s 59      | Toronto | 29 janvier 2012 |
| 100 m   | 10 s 15     | Toronto | 12 juin 2011    |